# Simonestus occidentalis
Simonestus occidentalis là một loài nhện trong họ Corinnidae.
Loài này thuộc chi Simonestus. Simonestus occidentalis được Ehrenfried Schenkel-Haas miêu tả năm 1953.